# Hana & Dana
Hana & Dana war die vor allem im Ausland verwendete und gebräuchliche Bezeichnung des tschechoslowakischen weiblichen Gesangsduos Kamélie. Das Duo bestand aus Hana Buštíková (* 5. Februar 1950 in Valašské Meziříčí) und Dana Vlková (* 1951). Ihr Repertoire bestand vor allem aus Popsongs und Schlagern. Sie wurden produziert vom Produzententeam ORM (Organization Recording of Music), bestehend aus den Tschechen Petr Dvořák und Pavel Růžička, später auch mit Vladimír Grunt. Die Mitglieder des Musikprojektes ORM traten teilweise selbst auf den Plattencovern fotografisch neben dem Sängerinnen-Duo in Erscheinung.

## Karriere
Hana und Dana trafen sich zuerst in einer Gruppe als Teil eines Konzertprogrammes von Josef Laufer. Nach einiger Zeit verließ Hana die Gruppe, um gemeinsam mit Jiří Korn zu singen, während Dana Mutter wurde. Mit Beginn der 1980er Jahre entschieden sie sich zu zweit als „Kamelie“ aufzutreten. Seit dieser Zeit arbeiteten sie eng mit den Pionieren der tschechischen Dico-Musik Petr Dvorak and Pavel Ruzicka zusammen, die zu der Zeit das Duo ORM bildeten, und von da an für die Produktion ihrer Titel verantwortlich zeichneten. Im Jahr 1983 traten sie auf dem „World Popular Song Festival“ in Tokio auf. Im Jahre 1986 bekamen sie eine Goldene Schallplatte von Supraphon Records. Während sie an ihrem dritten Album arbeiteten, wurden sie auch mit Eduard Krecmar bekannt, der ihr hauptsächlicher Liedtexter wurde. Ihre Lieder wurden immer öfter im Radio gespielt, sie begannen regelmäßig in Fernsehenshows aufzutreten und tourten mit ihrem Programm durch Europa. In den frühen 90ern nahmen sie ein Country-Album auf, auf dem sie in Deutsch sangen.
Die erfolgreiche Zeit des Duos lag in den 1980er Jahren. Neben tschechisch sangen sie auch auf Deutsch und waren in der DDR sehr erfolgreich und hatten viele Auftritte in großen Shows wie Ein Kessel Buntes. Für ihre Europatournee sangen sie einige Titel auch auf Englisch. Durch ihre Touren und Auftritte in der DDR waren sie auch mit dem Musik-Duo H&N viel unterwegs und schließlich privat verbunden. Hana war mit dem Sänger Holger Flesch verheiratet, mit dem sie auch ein Kind bekam. Die Ehe hatte jedoch keinen Bestand, als Flesch nach einem Auftritt in Westdeutschland nicht in die DDR zurückkehrte.
Hana Buštíková und Dana Vlková hatten neben ihrem gemeinsamen Projekt Kamélie auch einzeln und in Duetten mit anderen tschechischen Sängern (Jiří Korn, Karel Zich) erfolgreiche Karrieren.
Hana & Dana treten heute noch gelegentlich gemeinsam öffentlich auf. In der heutigen Zeit arbeiten sie meist mit jungen Musikern zusammen.

## Diskografie

### Alben
- 1981: Kamelie (LP), ORM, Panton
- 1982: Par Avion (LP), ORM, Panton
- 1983: Tropic (LP), ORM, Panton
- 1984: Talisman (LP), ORM, Supraphon
- 1987: Měj Se! (LP), Supraphon
- 1987: Closer (LP), Supraphon
- 1992: It's Countrytime in Germany, CD, Koch International as HANNA & DAANA
- 1995: Regenbogenträume, CD, Koch International as HANNA & DAANA
- 1997: Die Grossen Erfolge, Hey hey Easy Rider, CD, Koch International as HANNA & DAANA
- 1998: 20x Kamelie – The Best Of Hana & Dana, Sony Music/Bonton
- 2006: Detail, ORM[3]
- 2015: Trend (CD), Supraphon

### Singles und EPs
- 1981: A: Kouzla / B: Cukr, Káva, Limonáda, Panton
- 1981: A: Jako Robinson / B: Formule 1, Panton
- 1982: A: Video Disco / B: Móda, ORM, Supraphon
- 1983: A: Víkend Začíná / B: Rozčarování, ORM, Panton
- 1986: A: Nač Se Vázat (Wollte Frei Sein) / B: Čas Tajných Přání (Zwei Handvoll Träume), mit H&N, 7"-Single, ORM, Supraphon
- 1988: A: Ženy (Jenny) / B: Co Máš Rád Nejvíc (Bin wie du) 7"-Single, Supraphon (Coverversion von Boys Next Door)
- 1991: Küsse wie Feuer, CD, Koch International as HANNA & DAANA